# Tomás Delgado
Tomás Evelio Delgado Mendoza (Balzar, Ecuador, 2 de abril de 1970) es un comediante, actor de teatro callejero, de teatro y televisión ecuatoriano, más conocido como La Vecina, personaje que caracteriza desde el inicio de su carrera en el teatro callejero, hasta su paso por la televisión nacional en la actualidad.

## Biografía
Tomás Delgado nació en Balzar, Ecuador, el 2 de abril de 1970, hijo de padre ecuatoriano y madre ecuatoriana originaria de Manabí. Su padre falleció cuando aún tenía 10 años, por lo que Tomás tuvo que vivir con sus tíos y abuela, y un año después decidió vivir solo y buscar un trabajo.
Delgado se inició en el mundo de la comedia desde los 16 años de edad, haciendo teatro en la calle. Se inició con el personaje de La Vecina, con el cual hizo teatro callejero, donde manejó un humor vulgar y soez, con una vestimenta corta y apretada, zapatillas y una peluca desaliñada. El personaje evolucionó en aspecto desde sus inicios hasta su llegada a la televisión, con vestidos floreados más largos y pelucas de colores no tan largas. El personaje de La Vecina tiene por nombre María Conchita de la Concepción Martínez Pilataxi Rumualdo Estefanía. También ha tenido muchas críticas por su manejo del lenguaje, sin embargo Delgado se defiende manifestando que grandes actores del stand up comedy también hacen uso de este lenguaje, y que sus presentaciones siempre tienen un mensaje con buenos valores para las personas.
Sus primeros pasos por la televisión fueron en programas como Mis Adorables Entenados con Billete y Súbete a mi taxi, con la ayuda de Oswaldo Segura, quien era el creador de ambos programas cómicos. También tuvo sus primeras apariciones en el programa Guayaquil caliente de SíTV.
Luego participó en De la Vida Real en Ecuavisa.
En 2006 protagonizó la serie de Ecuavisa, Acolítame, junto a los actores Tania Salas, Santiago Naranjo, Martha Ormaza y Karen Flores.
En 2007 fue conductor del programa Almuerce con nosotros de TVS.
En 2008 fue parte de un segmento cómico del programa En Contacto de Ecuavisa, interpretando a La Vecina, junto a Richard Barker como Perlita Perol. Ese mismo año interpretó a Pedrito, un actor frustrado y mejor amigo de Toño Palomino, interpretado por Martín Calle, en la telenovela El Secreto de Toño Palomino.

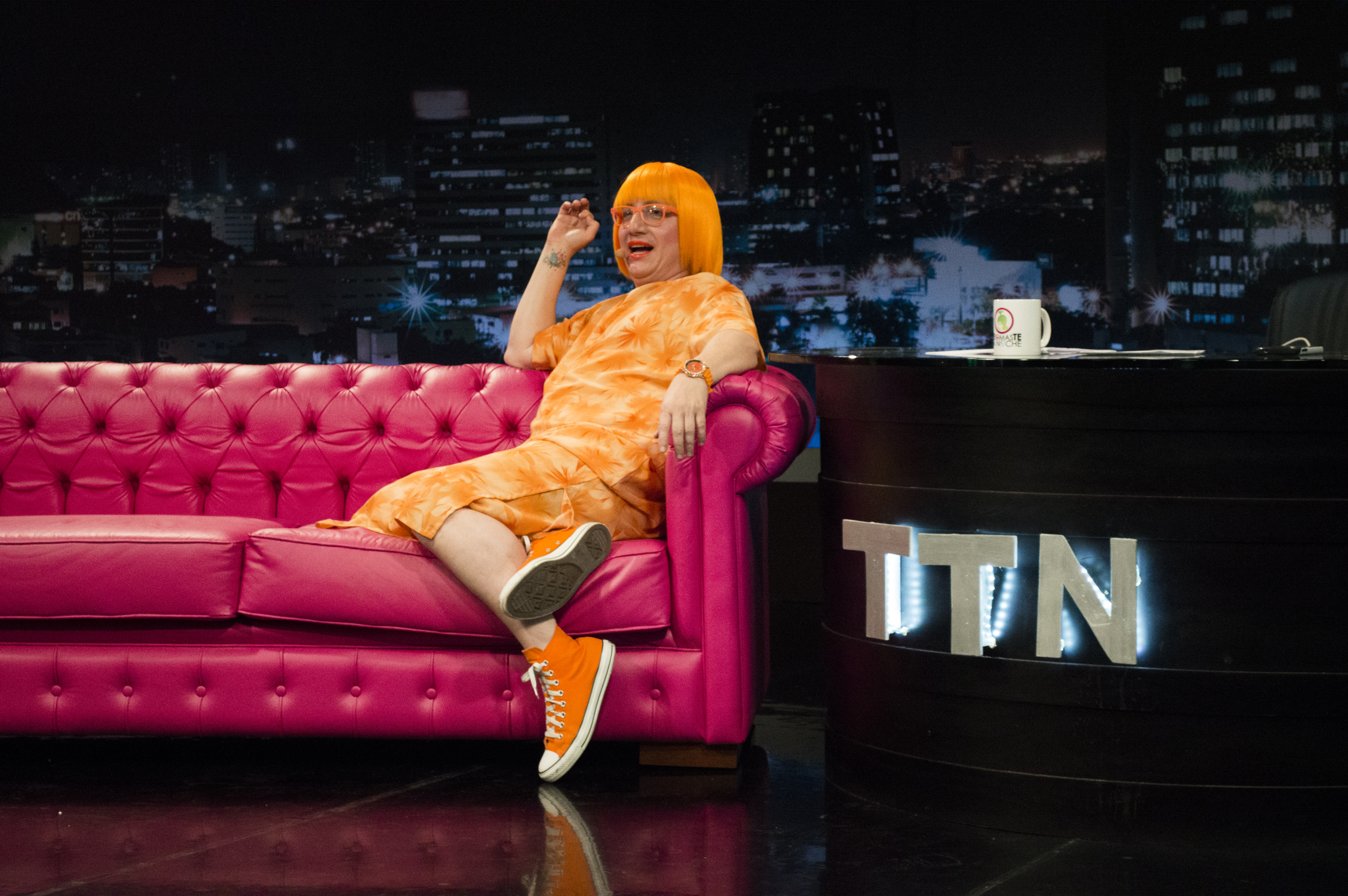
Tomás Delgado interpretando a La Vecina en el set del programa Te Tomaste la Noche (TTN).

En 2012 participó en 12 capítulos del programa cómico Los capos de la risa de la cadena televisiva TC Televisión, junto a Richard Barker, Andrés Garzón, Sofía Caiche, Segundo Naranjo, Fernando Villao y Carmen Angulo. Ese mismo año junto al mismo elenco fue parte del programa de sketches cómicos Ni pies ni cabeza con segmentos como ‘Noche a noche con La Vecina’, ‘Sin don ni talento’, ‘Noti-escucho’, ‘La castigadora’ y ‘La Traicionera’.
Desde julio de 2013, Delgado inició una gira de stand up comedy con su monólogo El Shumare de los monólogos, en el cual trató temas de actualidad en aquel entonces y los inicios de su personaje La Vecina y la evolución que tuvo hasta llegar a la televisión.
En agosto de 2014 formó parte del programa Comedia Divina de GamaTV, dirigido por Jorge Pérez, donde interpretó a La Vecina con stand up comedy, compartiendo el programa con Juana Guarderas y Daniel Machado "Jack". También realizó el stand up comedy de Una Grillamundial, donde interpretó a su personaje La Vecina y habló de la realidad de las mujeres en el mundial de fútbol y de la participación de la selección ecuatoriana de fútbol en el Mundial de Brasil. En septiembre formó parte del programa de entrevistas y variedades Te tomaste la noche, como animador interpretando a La Vecina, junto a Gustavo González como locutor, Pamela Palacios, Alejandra Jaramillo como coanimadora y Ricardo González, en reemplazo del programa antes llamado Patomarte la noche conducido por Patricio "El Pato" Borja en su primera temporada.

## Vida personal
Tomás Delgado está divorciado de ***** con quien tiene un hijo, el séptimo hijo de Delgado y el segundo de ****. Delgado abrió un bar llamado "Shumare" en 2012, frase muy utilizada por su personaje de La Vecina, con intención de presentar stand up comedy de él y diversos artistas del medio o principiantes.

## Televisión
- Mis Adorables Entenados con Billete
- Súbete a mi taxi
- Guayaquil caliente
- De la vida real
- Solteros Sin Compromiso
- Acolítame (como Wellington Iturralde Zambrano, 2006)
- Almuerce con nosotros (2007)
- En Contacto (como La Vecina, 2008)
- El Secreto de Toño Palomino (Pedrito, 2008)
- Los capos de la risa (2012)
- Ni pies ni cabeza (2012)
- Estas secretarias (2013)
- Comedia Divina (stand up comedy, como La Vecina, 2014)
- Te tomaste la noche (animador, como La Vecina, 2014)
- 3 familias (como Lorenzo, 2018)

## Teatro
- El Shumare de los monólogos (stand up comedy, como La Vecina, 2013)
- Una Grillamundial (stand up comedy, como La Vecina, 2014)